# Acartus biplagiatus
Acartus biplagiatus es una especie de escarabajo longicornio del género Acartus, tribu Acanthocinini, subfamilia Lamiinae. Fue descrita científicamente por Aurivillius en 1928.
El período de vuelo de la especie se presenta durante los meses de abril y mayo.

## Descripción
Mide 6-9 milímetros de longitud.

## Distribución
Se distribuye por Etiopía, Somalia, Yemen y Eritrea.